# Descurainia latisiliqua
Descurainia latisiliqua är en korsblommig växtart som först beskrevs av Reinhold Conrad Muschler och Otto Eugen Schulz, och fick sitt nu gällande namn av Otto Eugen Schulz. Descurainia latisiliqua ingår i släktet stillfrön, och familjen korsblommiga växter. Inga underarter finns listade i Catalogue of Life.